# 1984 în informatică
- 1983 în informatică — 1984 în informatică — 1985 în informatică

1984 în informatică a însemnat o serie de evenimente noi notabile:

## Evenimente
- 24 ianuarie  - Este produs computerul Apple Macintosh. Macintosh este primul computer comerciale din lume cu maus și interfață grafică

## Premiul Turing
- Niklaus Wirth